# Trigonopeltastes nigrinus
Trigonopeltastes nigrinus är en skalbaggsart som beskrevs av Bates 1887. Trigonopeltastes nigrinus ingår i släktet Trigonopeltastes och familjen Cetoniidae. Inga underarter finns listade i Catalogue of Life.